# Biberschlag (Gemeinde Bad Traunstein)
Biberschlag ist eine Ortschaft und eine Katastralgemeinde der Gemeinde Bad Traunstein im Bezirk Zwettl in Niederösterreich.

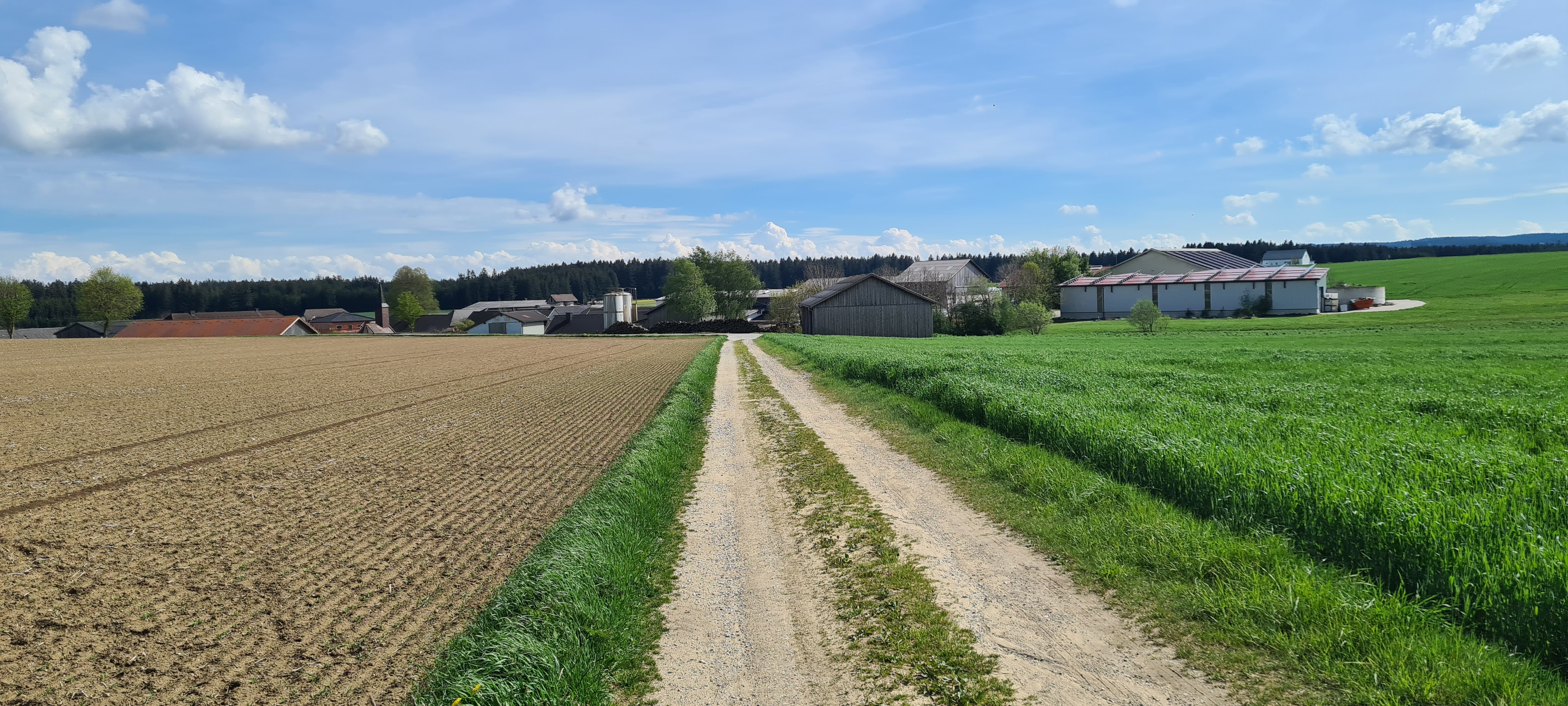
Blick auf Biberschlag

## Geschichte
Der Ort wurde am 25. Oktober 1321 erstmals in einem Kaufbrief (Heinrich III von Lonsdorf verkaufte die Gült für das Gebiet der Ortschaften Langschlag, Biberschlag, Gürtelberg, Spielberg, Klein Göttfritz und Kaltenbach an Alber(o) von Streitwiesen) urkundlich als Piligreimesslage erwähnt, 1510 scheint es als Pilgramslag im Besitz der Brüder Rogendorf auf. Die Kapelle im Ort wurde am 15. August 1894 geweiht, 1906 erhielt das Dorf eine Haltestelle an der Bahnstrecke Schwarzenau–Martinsberg-Gutenbrunn, diese befand sich nordöstlich des Ortes in einem Waldstück an der Straße nach Bernreith.
Im Jahr 1822 wurde der Ort als Dorf mit 11 Häusern genannt, das nach Traunstein eingepfarrt war, wohin auch die Kinder eingeschult wurden. Die Herrschaft Ottenschlag besaß die Ortsobrigkeit, übte die Landgerichtsbarkeit aus und besorgte die Konskription. Die Untertanen und Grundholde des Ortes gehörten den Herrschaften Ottenschlag und Rappottenstein. Laut Adressbuch von Österreich waren im Jahr 1938 in Biberschlag sieben Landwirte mit Ab-Hof-Verkauf ansässig.
Nach der Entstehung der Ortsgemeinden 1849 war der Ort eine Katastralgemeinde der Ortsgemeinde Spielberg und wurde mit 1. Jänner 1968 ein Teil der Großgemeinde Traunstein.

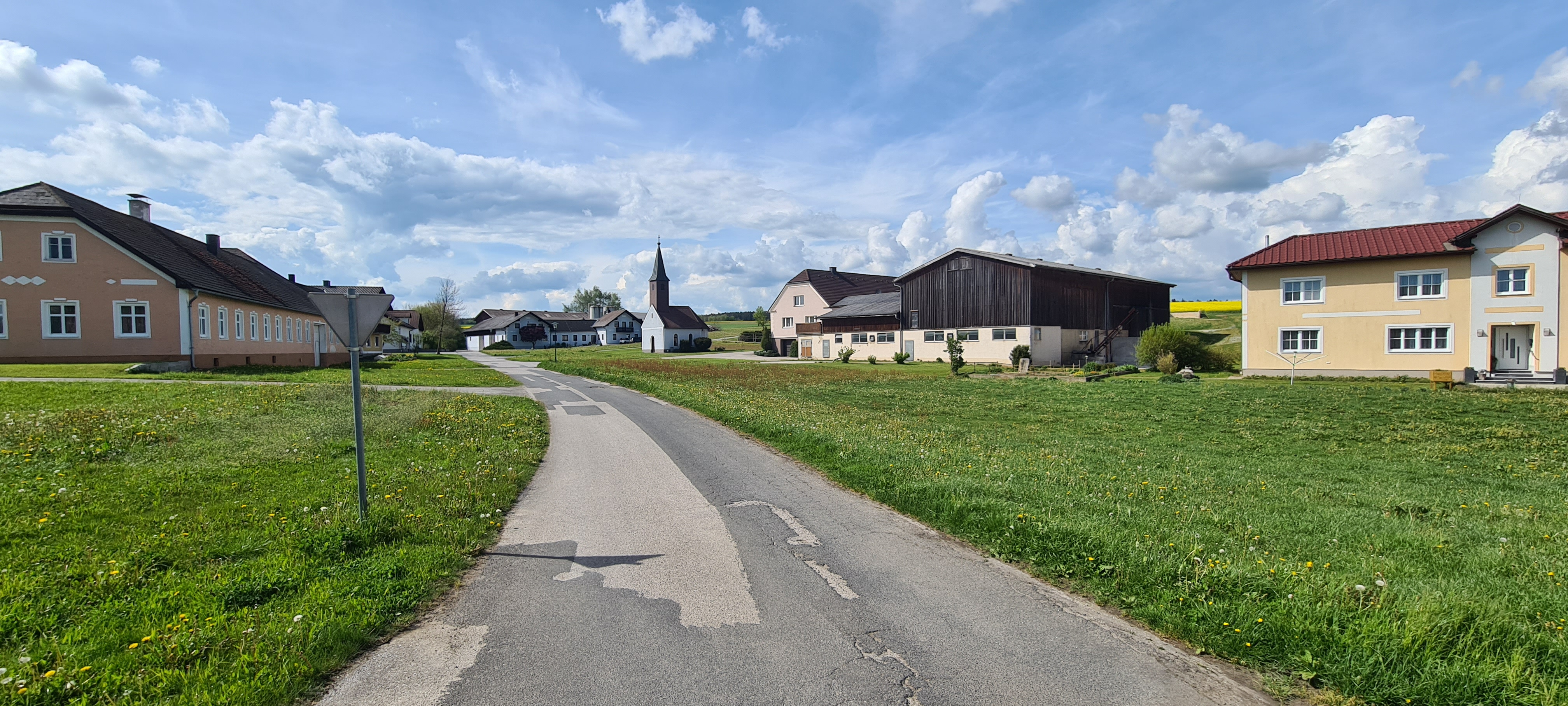
Ortszentrum von Biberschlag

Als einzige nennenswerter Betrieb wurde 1995 im Ort die Waldviertler Bauernmilch GmbH (WV-Bauernmilch GmbH) gegründet, diese vertreibt über die eigene Hofmolkerei Milchprodukte mehrerer Milchbauernhöfe der Umgebung.

## Siedlungsentwicklung
Zum Jahreswechsel 1979/1980 befanden sich in der Katastralgemeinde Biberschlag insgesamt 16 Bauflächen mit 7.487 m² und 4 Gärten auf 185 m², 1989/1990 gab es 12 Bauflächen. 1999/2000 war die Zahl der Bauflächen auf 23 angewachsen und 2009/2010 bestanden 14 Gebäude auf 26 Bauflächen.

## Bodennutzung
Die Katastralgemeinde ist landwirtschaftlich geprägt. 153 Hektar wurden zum Jahreswechsel 1979/1980 landwirtschaftlich genutzt und 115 Hektar waren forstwirtschaftlich geführte Waldflächen. 1999/2000 wurde auf 142 Hektar Landwirtschaft betrieben und 121 Hektar waren als forstwirtschaftlich genutzte Flächen ausgewiesen. Ende 2018 waren 138 Hektar als landwirtschaftliche Flächen genutzt und Forstwirtschaft wurde auf 120 Hektar betrieben. Die durchschnittliche Bodenklimazahl von Biberschlag beträgt 29,8 (Stand 2010).